# موراکرستور
موراکرستور (به مجاری:  Murakeresztúr) یک منطقهٔ مسکونی در مجارستان است که در زالا واقع شده‌است.